# 前宮

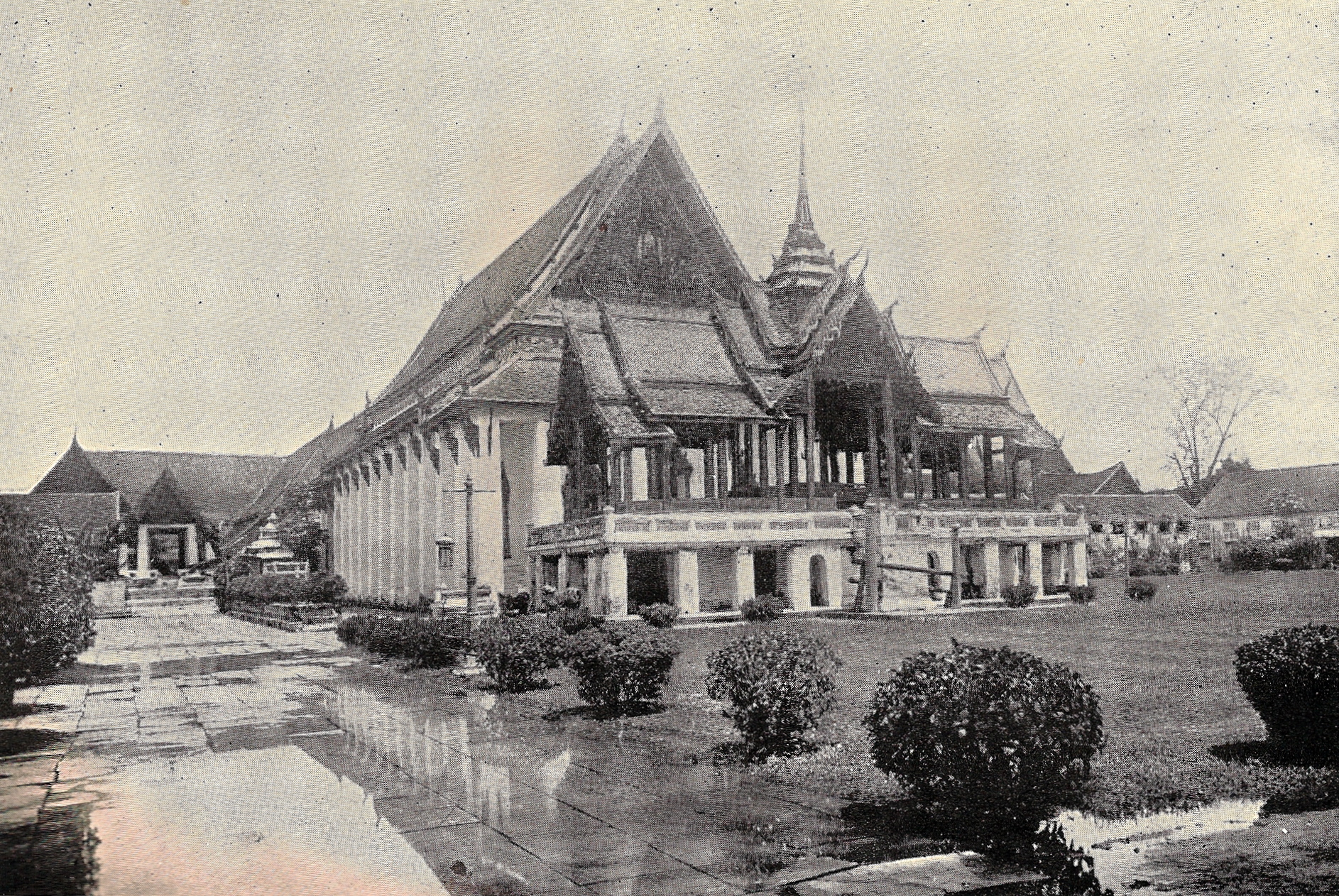
1890年左右的前宮。

前宮，又譯作王納宮、旺納宮，是位於泰國曼谷的一座宮殿。其地址位於今日的曼谷拍那空縣Na Phra That路4號。
前宮在拉達那哥欣時代曾是二王居住的宮殿。二王是暹羅國王的王位推定繼承人，權力甚大。因二王居住在前宮，因而被稱作「前宮之主」。有時候，也以「前宮」這個詞來指代二王。
二王的職位於1885年被廢除後，前宮也失去了其政治作用。1887年，拉瑪五世王下令將國家博物館館址搬遷到前宮，稱其為「前宮博物館」。該館於1926年改名為曼谷國立博物館。